# Historický archiv Leskovac
Historický archiv Leskovac (srbsky Историјски архив Лесковац) je kulturní instituce všeobecného významu, která se věnuje ochraně, uspořádání a archivování na území Jablanického okruhu v Srbsku. Archiv je příslušnou institucí pro město Leskovac a sousední obce (opštiny) Vlasotince, Bojnik, Lebane, Medveđa, Crna Trava.

## Historie
Iniciativa pro vznik historického archivu v Leskovaci vznikla v 50. letech 20. století ze strany města. Srbské ministerstvo (tehdy sekretariát pro školství a kulturu Lidové republiky Srbsko) jej zřídil dne 15. května 1954. Působí v oblastech, které dříve spadaly pod historický archiv v Niši. Archiv byl ustanoven v budově, která původně patřila smíšenému gymnáziu v Leskovaci. Prvním ředitelem instituce se stal Velimir Nikolajević. Převzaty byly některé sbírky z Niše, např. fondy Sdružení řemeslníků a ubytovacích zařízení pro srez Leskovac, několika textilních továren apod. Na konci roku 1955 byl fond archivu rozšířen na základě akce, kterou inicioval republikový archiv, a tedy výzvou, v níž nově zřízená instituce oslovila veřejnost i různé společnosti. Sesbíráno bylo na 630 různých svazků.
V roce 2020 získal ocenění zlatý archiv. O nějakou dobu dříve byla rekonstruována budova, ve které archiv sídlí, a to za pomoci města i státu.

## Materiály
Nejstarším dokumentem, který tento archiv shraňuje je turecký list o vlastnictví (tapija) z roku 1836, dále zde je umístěn celý fond Sdružení řemeslníků (srbsky Udruženje zanatlija) z let 1920 až 1944 a Sdružení ubytovacích zařízení z let 1929 až 1948, dále potom materiály z textilních továren jižního Srbska, matriční knihy, záznamy o úmrtích a dalších z let 1879 (po připojení oblasti k Srbsku) až do roku 1912. Knihovna archivu má knižní fond, který čítá přes 5000 knih. 